# Aira Villegas
Aira Villegas (ur. 1 sierpnia 1995 w Tacloban) – filipińska bokserska, medalistka olimpijska z Paryża (2024).

## Życiorys
W 2024 roku jako członkini reprezentacji Filipin wzięła udział w Letnich Igrzyskach Olimpijskich w Paryżu, gdzie w rywalizacji kobiet do 50 kg zdobyła brązowy medal, przegrywając w półfinale z Buse Naz Çakıroğlu.
Wraz z Carlosem Yulo była chorążym reprezentacji Filipin na ceremonii zamknięcia igrzysk olimpijskich w Paryżu.